# Diphyllomorpha sakaii
Diphyllomorpha sakaii är en skalbaggsart som beskrevs av Franz Antoine 2000. Diphyllomorpha sakaii ingår i släktet Diphyllomorpha och familjen Cetoniidae. Inga underarter finns listade i Catalogue of Life.